# Batalla del Arar
La batalla del Arar fue un enfrentamiento militar entre las tribus migratorias de los helvecios y cuatro legiones romanas:  Legio VII Claudia, Legio VIII Augusta, Legio IX Hispana y Legio X Equestris,  bajo el mando de Cayo Julio César, ocurrida en 58 a. C. Fue la primera batalla importante de la guerra de las Galias.
Los helvecios eran una tribu que originaria de lo que ahora es la moderna Suiza, quienes, antes del enfrentamiento con César, habían comenzado a migrar a través de la Galia Transalpina romana.
En Ginebra, los romanos destruyeron el puente de madera que cruzaba el Ródano, y construyeron fortificaciones. Los helvecios trataron de seguir otra ruta, cruzando el río Arar (hoy río Saona), usando balsas y botes. César fue informado por sus exploradores, y procedió a interceptar a los helvecios. Una cuarta parte no había cruzado aún y fue masacrada por las legiones romanas durante el ataque.
Las negociaciones de paz fracasaron y los helvecios reanudaron su migración, con los romanos siguiéndoles a corta distancia. Después de quince días de persecución, César corto de suministros, decidió desviarse a Bibracte. Los helvecios atacaron (Batalla de Bibracte), pero sufrieron una decisiva derrota.